# Phil Housley
Philip Francis Housley (Saint Paul, Minnesota, 1964. március 9. –) olimpiai ezüstérmes és világkupa-győztes amerikai válogatott jégkorongozó, edző. Ő tartotta a rekordot, mint a legtöbb pontot szerző amerikai születésű játékos egészen 2007. november 7-ig, amikor is a Dallas Stars játékosa, Mike Modano megdöntötte a rekordot. 2015-ben beválasztották a Jégkorong Hírességek Csarnokába.

## Pályafutása
Az 1982-es NHL-drafton a Buffalo Sabres választotta ki őt a hatodik helyen. A Sabresben 1982 és 1990 között játszott. Az első szezonjában 66 pontot szerzett és játszott a rájátszásban is tíz mérkőzést. A következő szezon is nagyon jól sikerült neki (77 pont). Amíg a Buffaloban játszott mindig 60+ pontot szerzett szezononként. A Sabresben a legjobb szezonja az 1989–1990-es volt amikor 81 pontot szerzett. Ez volt az utolsó szezonja a Sabresben. 1990–1991-ben a Winnipeg Jetshez került három szezonra. A pontokat tekint itt ment neki a legjobban a játék. (76, 86, 97). 1993–1994-ben egy idényre a St. Louis Blueshoz került de csak 26 mérkőzést játszott a szezon során. A következő szezonban a Calgary Flameshez került. Itt pont/átlagot csinált (43/43). A következő szezon közepén átkerült a New Jersey Devilshez 22 mérkőzésre. 1996–1997-ben a Washington Capitalshoz került két idényre de már nem szerzett annyi pontot mint régen. 1997–1998-ban volt a legközelebb ahhoz, hogy Stanley-kupa győztes legyen de a döntőben a Detroit Red Wings kisöpörte őket. Három újabb szezon a Calgary Flamesnél. Kétszer ért el 50+ pontos szezont. Másfél idényt a Chicago Blackhawksban játszott majd egy mérkőzés erejéig a Toronto Maple Leafshez került 2002–2003-ban. Itt még játszott három rájátszás mérkőzést. 2002-ben az amerikai válogatottal olimpiai ezüstérmes lett. Sosem választották meg a legjobb védőnek: ez azért volt így, mert olyan kortársai voltak, mint pl Ray Bourque és Paul Coffey. Stanley-kupát sem tudott nyerni hosszú pályafutása alatt.

## Statisztika
| 1982–1983       | Buffalo Sabres      | NHL             | 77   | 19  | 47  | 66   | 39  | 10 | 3  | 4  | 7  | 2  |
| 1983–1984       | Buffalo Sabres      | NHL             | 75   | 31  | 46  | 77   | 33  | 3  | 0  | 0  | 0  | 6  |
| 1984–1985       | Buffalo Sabres      | NHL             | 73   | 16  | 53  | 69   | 28  | 5  | 3  | 2  | 5  | 2  |
| 1985–1986       | Buffalo Sabres      | NHL             | 79   | 15  | 47  | 62   | 54  | —  | —  | —  | —  | —  |
| 1986–1987       | Buffalo Sabres      | NHL             | 78   | 21  | 46  | 67   | 57  | —  | —  | —  | —  | —  |
| 1987–1988       | Buffalo Sabres      | NHL             | 74   | 29  | 37  | 66   | 96  | 6  | 2  | 4  | 6  | 6  |
| 1988–1989       | Buffalo Sabres      | NHL             | 72   | 26  | 44  | 70   | 47  | 5  | 1  | 3  | 4  | 2  |
| 1989–1990       | Buffalo Sabres      | NHL             | 80   | 21  | 60  | 81   | 32  | 6  | 1  | 4  | 5  | 4  |
| 1990–1991       | Winnipeg Jets       | NHL             | 78   | 23  | 53  | 76   | 24  | —  | —  | —  | —  | —  |
| 1991–1992       | Winnipeg Jets       | NHL             | 74   | 23  | 63  | 86   | 92  | 7  | 1  | 4  | 5  | 0  |
| 1992–1993       | Winnipeg Jets       | NHL             | 80   | 18  | 79  | 97   | 52  | 6  | 0  | 7  | 7  | 2  |
| 1993–1994       | St. Louis Blues     | NHL             | 26   | 7   | 15  | 22   | 12  | 4  | 2  | 1  | 3  | 4  |
| 1994–1995       | Calgary Flames      | NHL             | 43   | 8   | 35  | 43   | 18  | 7  | 0  | 9  | 9  | 0  |
| 1995–1996       | Calgary Flames      | NHL             | 59   | 16  | 36  | 52   | 22  | —  | —  | —  | —  | —  |
| 1995–1996       | New Jersey Devils   | NHL             | 22   | 1   | 15  | 16   | 8   | —  | —  | —  | —  | —  |
| 1996–1997       | Washington Capitals | NHL             | 77   | 11  | 29  | 40   | 24  | —  | —  | —  | —  | —  |
| 1997–1998       | Washington Capitals | NHL             | 64   | 6   | 25  | 31   | 24  | 18 | 0  | 4  | 4  | 4  |
| 1998–1999       | Calgary Flames      | NHL             | 79   | 11  | 43  | 54   | 52  | —  | —  | —  | —  | —  |
| 1999–2000       | Calgary Flames      | NHL             | 78   | 11  | 44  | 55   | 24  | —  | —  | —  | —  | —  |
| 2000–2001       | Calgary Flames      | NHL             | 69   | 4   | 30  | 34   | 24  | —  | —  | —  | —  | —  |
| 2001–2002       | Chicago Blackhawks  | NHL             | 80   | 15  | 24  | 39   | 34  | 5  | 0  | 1  | 1  | 4  |
| 2002–2003       | Chicago Blackhawks  | NHL             | 57   | 6   | 23  | 29   | 24  | —  | —  | —  | —  | —  |
| 2002–2003       | Toronto Maple Leafs | NHL             | 1    | 0   | 0   | 0    | 0   | 3  | 0  | 0  | 0  | 0  |
| NHL Összesített | NHL Összesített     | NHL Összesített | 1495 | 338 | 894 | 1232 | 822 | 85 | 13 | 43 | 56 | 36 |

## Díjai
- NHL All-Rookie Csapat: 1983
- NHL Második All-Star Csapat: 1992
- NHL All-Star Gála: 1984, 1989, 1990, 1991, 1992, 1993, 2000